# 特倫頓戰役
特倫頓戰役（英語：Battle of Trenton）是美國獨立戰爭於1776年的一場重要戰役，發生於新澤西州特倫頓市。英國軍隊在華盛頓堡攻城戰取勝後，喬治·華盛頓帶領大陸軍經新澤西州向賓夕法尼亞州撤退，而英軍則緊隨其後，最後與大陸軍在特拉華河對峙。雖然美國革命因紐約州的戰事失利而陷入危機，但英軍卻停止追擊，並將軍隊分散到特倫頓等地防守。後來英國及黑森傭兵駐軍又到處姦淫擄掠，結果引發新澤西州起義，令英軍飽受民兵狙擊騷擾。
當英軍陷入戰術困局之際，華盛頓決定在大陸軍服役期滿前絕地反擊。他策劃在聖誕節翌日強渡特拉華河，突襲特倫頓的黑森駐軍。雖然大陸軍的三路軍隊有兩路因河道結冰無法渡河，而安全登陸的華盛頓部隊也遇上諸多延誤，但這支部隊在暴風雪掩護下仍成功發動奇襲。黑森指揮官約翰·拉爾在戰鬥中傷重身亡，而黑森士兵又反攻不遂，只好向大陸軍投降。大陸軍在特倫頓一共俘虜了接近900名黑森士兵，己方只有7人在戰鬥中傷亡，大獲全勝。
特倫頓戰役對美國獨立戰爭有關鍵影響。戰役爆發前，美國革命雖然在危機中有所復甦，但仍未走出陰霾，而軍隊更面臨解散之憂，以至英美雙方都預計殖民地的叛亂即將告終。當大陸軍於特倫頓獲勝的消息傳開後，革命的理念於北美十三州各地起死回生，促使大量平民加入革命軍隊陣營，為革命注入新血。特倫頓戰役後，華盛頓再在阿孫平克溪戰役及普林斯頓戰役取勝，並配合平民起義，最後反將英軍包圍於不倫瑞克市一帶。這些事件令英軍陷入被動，並喪失了迅速平亂的希望。北美英軍總司令威廉·何奧爵士也被迫向倫敦當局請求更多士兵，以在1777年發動新一輪攻勢。

## 背景

### 大陸軍敗退新澤西州

大陸軍撤退的行軍圖。紅色為康沃利斯的英軍追擊路線與日期，而藍色則分別是華盛頓及查理斯·李 (將軍)的撤退路線與日期。

1776年11月16日，大陸軍在華盛頓堡攻城戰落敗，堡內接近3,000人被英軍俘虜。當時大陸軍的其他部隊分散各地：喬治·華盛頓有少於3,500人於新澤西州的李堡及哈肯薩克、查理斯·李有少於7,000人駐紮於哈德遜河東岸、威廉·海夫則有3,000人，防守皮斯基爾市的哈德遜河高地。
北美英軍總司令威廉·何奧在攻佔華盛頓堡後，即著手追擊華盛頓。他派查爾斯·康沃利斯帶領4,000人出發，在哈德遜河西岸尋找登陸地點。哈德遜河西岸有哈德遜峭壁阻隔，本身有利防守；而華盛頓也命令彌敦內爾·格連派人看守峭壁。不過，康沃利斯卻獲得效忠派居民協助，而在19日於克洛斯特成功登陸，然後向李堡進發。當時華盛頓身在哈肯薩克，在得悉英軍動向後，趕忙下令李堡軍隊撤走。11月20日早上，李堡的大陸軍倉促撤離，遺下大量武器、補給以及建造工具。當康沃利斯抵達時，大陸軍煮食早餐的爐火尚未熄滅，部分宿醉未醒的大陸士兵也因此被俘。
不過，英軍和其下的黑森傭兵並沒有積極追截華盛頓。當時亨利·克林頓力主集中兵力殲滅華盛頓，但何奧卻下令克林頓領兵攻佔紐波特，以供海軍艦艇停泊。克林頓反對無效，只好準備船隻出征，最後在12月7日平安佔據紐波特。至於康沃利斯也刻意放慢腳步。當李堡的士兵北上新橋渡口渡河、再前往哈肯薩克之際，黑森中校約翰·愛華德曾領兵追上，並與大陸軍交火。當愛華德向康沃利斯求援時，康沃利斯卻兩次下令召回黑森士兵，並稱「一個黑森士兵的性命，比起十名叛軍更有價值」。愛華德感到英軍是刻意避開戰鬥，打算用相對平和的手段結束叛亂。康沃利斯在20日佔領李堡後，在21日徐徐北上新橋渡口，並再次與大陸軍交火。
華盛頓在11月21日晚離開哈肯薩克。他的部隊於在22日抵達阿誇根諾鎮（Acquackanonk），並切斷鎮內橫跨帞西克河的橋樑。至於康沃利斯則在21日於新橋駐紮一晚，等待更多援軍。由於康沃利斯的部隊欠缺補給，致使部分士兵到村落搶掠食物，連主動歡迎英軍的效忠派也不能倖免。23日康沃利斯與何奧在新橋會面，獲准追擊至不倫瑞克市。
華盛頓的部隊未有停留，冒著寒風暴雨，沿著泥濘道路向南撤退。由於部隊的士兵只有破爛的夏季衣服及鞋，使行軍異常艱苦，大量士兵因而患病。不過，由於英軍幾乎所有補給都要越洋運送而來，使康沃利斯的追兵也面臨相同問題。故此，康沃利斯一直等到停雨，才在11月25日前往阿誇根諾。華盛頓早在23日已經離開，並在28日抵達紐華克，同時把傷病士兵調到西面山地的摩利斯鎮。當康沃利斯在29日追擊至紐華克時，華盛頓已經向不倫瑞克前進。
12月1日，康沃利斯在不倫瑞克的拉利藤河追上華盛頓。當時華盛頓正派人拆毀河道的惟一一座橋樑，雙方士兵隨即駁火。當黑森士兵搬上野戰炮時，華盛頓派出亞歷山大·漢密爾頓的炮兵迎擊，雙方在今日羅格斯大學校舍隔河炮戰。當晚華盛頓率領主力部隊繼續撤退。他派一支先鋒部隊趕往特拉華河城市特倫頓，徵用各種艦艇，而另一支部隊則12月6日抵達普林斯頓，並於普林斯頓大學駐紮。
英軍要等到何奧在12月6日抵達不倫瑞克時，才繼續向南追擊。由於通往普林斯頓及特倫頓的道路較為完善，雙方的行軍明顯較快。受助於賓夕法尼亞州的民兵，華盛頓的部隊12月2日至7日陸續橫渡特拉華河，並在西部河岸建立防線。賓夕法尼亞州更有多艘軍艦在河域巡航，隨時阻止英軍。12月8日，英軍佔據特倫頓。

### 美國革命的危機
大陸軍在撤退期間，再次因軍兵服役期滿，而面臨解散危機。在華盛頓向南撤退之初，他的部隊約有3,500人。當詹姆斯·門羅在11月28日於紐華克點算人數時，發現軍隊只剩下3,000人左右。到12月1日，近2,000名新澤西州及馬利蘭州民兵因服役期滿而離去，令到軍隊人數大為縮減。至於在哈德遜河的查理斯·李，在11月仍有7,000名士兵，到12月初只剩下不足4,000人。為補充兵力，華盛頓派約瑟·李德及湯馬士·密夫林到地方招募民兵，但起初反應卻非常欠佳。由於所有士兵都會在1777年1月1日服役期滿，華盛頓若不能說服軍隊延長服役，或尋找代替兵源，則只能任由軍隊解散。
此外，華盛頓多次請查理斯·李帶兵南下增援，但李卻藉故拖延拒絕。他在12月4日橫渡哈德遜河，到8日才抵達摩利斯鎮。當時華盛頓的領導能力受到不少將軍質疑，李與李德多次互通書信，批評華盛頓治軍無能，而其中一封書信卻在11月30日被華盛頓無意打開閱讀。蓋茨甚至私下遊說大陸議會將華盛頓解任，由自己取而代之。
12月8日英軍佔領特倫頓後，離費城只有不足一日路程，引發革命派的恐慌。費城開始實行軍法管治，大量市民爭相逃走，使到費城形同死城。大陸議會在休會後也逃離費城，輾轉於巴爾的摩復會。約瑟·加洛威及安德魯·阿倫兩名議會議員投靠了英國；而費城部分支持革命的家族也開始轉趨觀望。這種恐慌情緒由費城一直向外輻射，就連維珍尼亞州也有革命派選擇放棄，而拒絕加入民兵。美國革命陷入前所未見的危機。就連華盛頓本人也擔心英軍渡河進攻，打算在必要時撤退到賓夕法尼亞州或維珍尼亞州的山地，與英軍作持久遊擊戰。

### 英軍佈防、管治與平民起義

新澤西州起義的形勢圖。

與華盛頓的估計相反，英軍並沒有打算渡河。雖然特倫頓有充足材料建造船艦，但何奧卻在12月13日下令士兵過冬。他在當日委任詹姆士·格蘭特少將統轄全新澤西州軍務，並將三個旅的軍力分散駐守：卡爾·馮·多諾普率領三個黑森擲彈軍團、一支獵兵及六門野戰炮，駐守博登鎮；湯馬斯·史特靈（Thomas Stirling）上校率領第42步兵軍團的蘇格蘭高地步兵，連同一支獵兵及兩門重炮，駐守伯靈頓市，防止賓夕法尼亞州的美國軍艦沿特拉華河北上進攻；約翰·拉爾率領三個精銳黑森軍團，駐守特倫頓。這三支駐軍由亞歷山大·列斯利准將負責後援。列斯利共有一個旅的兵力，分別駐守普林斯頓、希爾斯堡鎮及不倫瑞克市。新澤西州其他地區，由愛德華·馬修的軍隊駐守。完成佈防後，何奧與康沃利斯一同回到紐約，並准許康沃利斯乘坐下一班船返國，與妻子團聚。
不過，新澤西州的局勢卻因英軍進駐而更加混亂。何奧為恢復殖民管治，在11月30日頒佈另一次特赦令，要求所有居民在60日內向英國宣誓效忠。在英軍保護之下，效忠派的居民乘機向革命派報復，引發更多武裝衝突；大量革命派的居民帶同財產逃亡到賓夕法尼亞州，繼續從事革命；更多的居民被動服從英國的軍事管治，卻沒有提供援助。正當新澤西州民心未定之際，英軍卻因補給不足而到處徵用糧食，進而演變成搜掠及強姦，連效忠派居民也不能倖免。
結果，新澤西州在短時間內變成內戰戰場。大量新澤西州平民在12月中旬自發組成民兵，到處狙擊英國及黑森士兵，是為新澤西州起義。這些攻擊令到英軍飽受壓力，其中特倫頓更多次遭受侵襲。特倫頓的守將拉爾自知無法應付，曾多次向後方求援，但只有列斯利一人有派出援軍，並不足以改變形勢。

### 美國革命的復甦

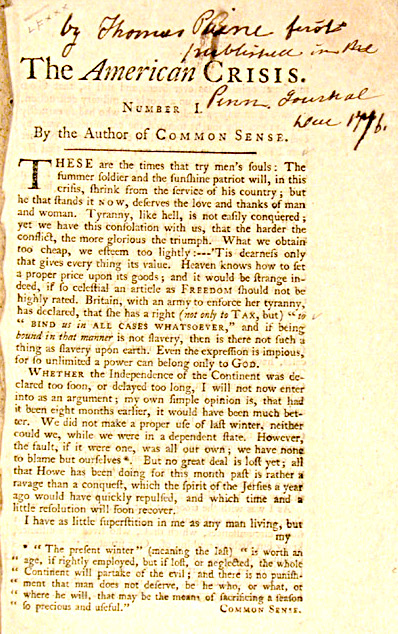
《美國人的危機》首版首頁書影，由《常識》一書作者湯瑪斯·潘恩所作。潘恩的《危機》對美國革命人士有極大鼓舞。

正當英軍在12月中旬逐步陷入被動之際，大陸軍的形勢卻有所逆轉。首先，李終於在12月10日啟程出發，並在12日抵達摩利斯鎮西南面的山嶺。然而李卻在當晚帶同隨從離開，到數英里外的一座旅館留宿。李的行蹤被效忠派告知英軍，結果翌日年輕的伯納斯特·塔爾頓率領龍騎兵趕至現場，將穿著睡衣的李俘虜而歸。李將軍被俘後，副將約翰·沙利文便接過指揮，火速趕往南方。12月20日沙利文帶同2,000人抵達特拉華河，而蓋茨又有手下200人於12月22日抵達。連同受新澤西州起義感召而加入的臨時民兵，華盛頓的部隊規模突然有數倍增長，足以發動反擊。
此外，華盛頓與大陸議會也在軍事決策上取得共識。自華盛頓獲任命為大陸軍總司令後，大陸議會一直擔心華盛頓會變成軍事獨裁者，而經常干擾戰略制訂及軍隊補給等事項。但當革命陷入嚴重危機時，議會終於意識到必須下放部分權力。12月12日議會決議，賦予華盛頓在議會不另加過問的前提下，全權統籌戰爭的所有事宜，以及統轄大陸軍所有部門。華盛頓隨即運用此權力，為大陸軍建立專職的炮兵軍團，以備攻打特倫頓使用；但他同時向議會詳細解釋所有的軍事決定，並謹慎運用權力。這項決策不但有利華盛頓策劃反攻，更成為美國文武分職的濫觴，對大陸軍日後的戰事有莫大幫助。
另外，大陸軍也在危機之中獲得更多的補給支援。維珍尼亞州議會在12月6日通過決議，請求州長帕特里克·亨利收集毛毯，送往前線使用。亨利派人到新澤西州各縣徵收物資，獲得了州內人民廣泛支持，連亨利的政敵湯瑪斯·傑佛遜也大力協助。康涅狄格州州長詹納森·特倫布將大量的衣物糧食運往南方，當中不少是由家族自資購買。他有三名兒子在大陸軍中服役，當中長子約瑟·特倫布是華盛頓的軍需官，為大陸軍建立了補給系統；次子小詹納森·特倫布是華盛頓的會計官，負責清算軍隊帳目；四子約翰·特倫布是隨軍畫家，繪畫了多幅美國獨立戰爭的油畫，並一直流傳至今。大陸議會還任命了數名商人，協助軍隊籌措物資。當中費城商人羅拔·莫里斯更把大量的海上私掠物資送到軍中使用。
最後，美國革命的士氣因湯瑪斯·潘恩的著作而大受鼓舞。潘恩曾經著有《常識》一書，是推動北美殖民地決心獨立的重要人物。他在7月加入大陸軍行伍，擔任格連的副官及戰地記者，定期向《賓夕法尼亞周報》（Pennsylvania Journal）供稿。潘恩親眼目睹大陸軍接連落敗，又隨同軍隊艱辛撤退。當大陸軍在11月22日前往紐華克時，潘恩決定要為革命重振聲威，開始草擬第一篇的《美國人的危機》，並在軍隊橫渡特拉華河後趕往費城出版。12月19日，《危機》在《賓夕法尼亞周報》刊登，然後被多間印刷商製成小冊子，以快馬廣傳各地。潘恩在《危機》一書如此開首：
|                          | 這是考驗人心的時刻。有些喜暖厭寒、見風使舵的愛國者，一旦遇上眼前的危機，便怯於繼續服務他們的國家了；但也有些堅毅不屈的愛國者，在危機當前仍挺身而出。這種人應當贏得舉國上下、男男女女的愛戴與感謝。現在英國向我們施行的暴政，就如煉獄一樣，非人所能輕易克服。但我們大可如此相信：今天我們付出更多血汗，是要獲取更光輝的勝利。 THESE are the times that try men's souls: The summer soldier and the sunshine patriot will, in this crisis, shrink from the service of their country; but he that stands it NOW, deserves the love and thanks of man and woman. Tyranny, like hell, is not easily conquered; yet we have this consolation with us, that the harder the conflict, the more glorious the triumph. |
| ——潘恩，《美國人的危機》 | |

《危機》在出版當日，已經在大陸軍的軍營廣為傳閱朗讀，令到軍隊士氣大振。隨著《危機》散播到北美各省，美國革命在各地出現復甦跡象。

## 突襲特倫頓之方案與雙方部署

大陸軍向特倫頓行軍示意圖。受到浮冰及暴風雪所阻，大陸軍只有華盛頓的北路軍隊成功渡河，而南方的伊榮及卡華拉達都被迫放棄。

華盛頓與隨同軍官，一直等待反擊機會。隨著英軍陷入被動，而美國革命有所復甦，機會終於來臨。12月22日，李德得悉塞繆爾·葛萊芬的民兵在南新澤西攻擊了黑森駐軍，認為機會難逢。當時李德身在費城東北面的布里斯托，他先向葛萊芬寫信，請他引開駐守博登鎮及伯靈頓的黑森與蘇格蘭駐軍；然後再向華盛頓寫信，提議大陸軍渡河突襲特倫頓，否則軍隊一旦在年尾解散，就只能放棄革命。
華盛頓在即日便收到李德信件，並召開軍事會議。會上各個軍官都同意攻打特倫頓，並開始籌備進攻。當時特拉華河已經開始結冰，但約翰·葛雷佛上校率先請纓負責渡河。他的馬波黑海員曾經在長島戰役將大陸軍安全撤走，又在沛爾岬之戰中擊傷英軍，是大陸軍的精銳部隊。
此外，大陸軍議決兵分三路渡河。華盛頓率領主力部隊2,400人，由特倫頓北面渡河；在新澤西州起義建功的民兵准將詹姆士·伊榮，率領700人於特倫頓對岸渡河；費城民兵上校約翰·卡華拉達與李德同行，率領1,500人於布里斯托渡河，引開伯靈頓的英國駐軍。當時駐守費城的以色列·普特南已經有少數民兵渡河，但畢竟離特倫頓過於遙遠，故此未獲安排為攻擊部隊。由於天氣寒冷潮濕，火槍將難以運作。華盛頓特別委託亨利·諾克斯訓練新成立的炮兵軍團，以確保大陸軍可擊破黑森防線。諾克斯不但在短時間內籌措了18門野戰炮，還訓練了一些沒有火炮的炮兵，負責搶奪或填塞黑森部隊的火炮。
不過，華盛頓的戰爭計劃即時被英軍截獲。身在不倫瑞克市的新澤西州英軍總司令詹姆士·格蘭特，在12月23日便透過間諜得悉華盛頓即將反擊。他即時向駐守特倫頓的約翰·拉爾寫信，請拉爾提高警備，而信件則在12月24日送抵拉爾。長久以來，一直有傳聞指拉爾的黑森士兵疏於防範，並且吃飽喝醉，但事實卻剛好相反。拉爾已經從間諜、美國逃兵及效忠派口中，得悉華盛頓即將進攻。他將本已嚴密的警備再作提升，下令手下三個軍團輪流於半夜巡哨，兼且士兵在睡覺時都不可除脫軍裝武器。黑森士兵非但沒有放假或醉酒，更要保持最高警戒，致使所有軍官及士兵都飽受壓力所苦。12月24日及25日，黑森巡哨部隊數次遭到民兵及大陸軍攻擊，造成數名黑森士兵傷亡。拉爾在每次攻擊後都派人增強哨站防衛，未敢鬆懈。

## 戰事爆發

### 華盛頓橫渡特拉華河與行軍

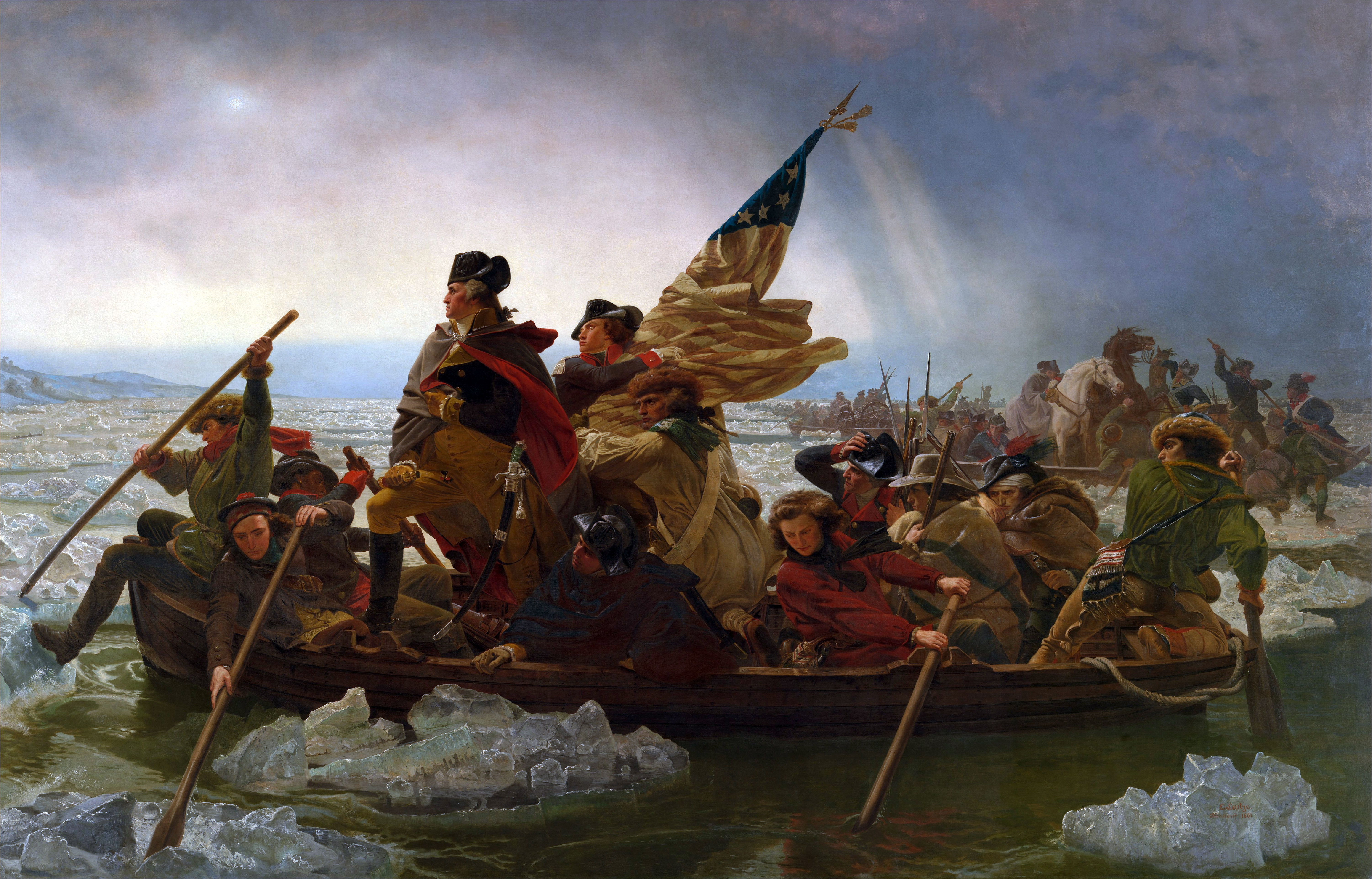
德國畫家伊曼紐·洛伊茨在1851年所繪的名作：《華盛頓橫渡特拉華河》。這幅畫作甫告完工，便在歐洲及美國引起極大迴響，逐漸成為特倫頓戰役於當代的象徵物。

12月25日上午，大陸軍開始煮製食物，並向所有士兵派發新的燧石、額外彈藥、以及剛好運抵的少量毛毯，預備晚間行軍。為確保行軍保密，華盛頓預先派亞當·史提芬的哨兵到新澤西警備，又向軍官發佈了「勝利，或死亡」（Victory, or Death）的通訊口令。不過，史提芬卻私下派人在25日攻擊特倫頓哨站，令拉爾加強防守；大陸軍在行軍時又遭遇不少困難，而出現延誤。由於行軍需時，華盛頓下令部隊在日落前要到特拉華河附近集合，在入黑後即開始渡河，以趕及在破曉前發動攻擊。然而三支部隊卻在日落前才開始離開營房，錯失不少時間。
與此同時，新澤西州的天氣在入黑後急劇轉壞，颳起猛烈東北風，然後暴雨、冰雹以及暴風雪接踵而來，令到士兵難以渡河。伊榮的部隊在特倫頓對岸過河，行軍路線本應最短。不過，特拉華河剛好在特倫頓西面有一瀑布，而瀑布下游的河域水位，都會受到潮汐影響。12月25日晚，特拉華河正值潮漲，大量浮冰隨潮水及暴風向西北流動，並堵塞了瀑布下游的河道。伊榮的部隊既不能挪開冰塊，又不能履冰而行，只好放棄攻擊。
卡華拉達的部隊在布里斯托也遭遇相近情況。由於河道水流湍急，而東北風又向大陸軍迎面襲來，使渡河極度困難。卡華拉達只好叫停士兵，改為到南面另一座渡口過河。晚上11時卡華拉達第二次渡河，但新澤西州的河岸卻因潮水而佈滿冰塊。卡華拉達的步兵雖可攀過浮冰登岸，但火炮卻無法登陸。卡華拉達的士兵強行鑿開冰塊開路，但風暴卻在半夜後繼續加劇，為河道帶來更多浮冰。無計可施之下，卡華拉達也被迫放棄，下令渡河的士兵返回。
事到最後，只有華盛頓的部隊成功渡河。華盛頓的士兵在入黑後行軍北上，於半夜前夕抵達渡口，並獲得亨特敦縣的民兵迎接。這些民兵徵用了大量特拉華河上游的船隻，當中包括穩固的德咸船。接著大陸軍陸續登艦，再由亨特敦民兵及馬波黑海員撐船渡河。這些船伕克服了湍急水流、結冰河道、低能見度及逆風等等障礙，將所有大陸軍兵、火炮及物資安全運往對岸。
12月26日清晨4時，大陸軍終於向特倫頓行軍，並由維珍尼亞步兵及新澤西民兵充當先鋒。這些先鋒部隊由負傷的威廉·華盛頓上尉指揮，並有副官詹姆士·門羅協助，負責在特倫頓外圍的道路設置障礙，截斷市鎮的對外通訊，並阻止居民外出。出乎大陸軍意料，午夜暴雪的新澤西鄉間竟然非常熱鬧，商人及農夫忙於交易貨品，家庭親友也在此時外出聯誼，以避開於日間及天氣溫和巡哨的英軍。這些居民主動為大陸軍帶路、提供熱食與物資、甚至志願隨軍出征。後來大陸軍在風雪之中向東南推進，翻越雅各溪（Jacob's Creek）的陡峻河谷，再攀上山地，終於在6時抵達伯明翰（Birmingham）路口，期間共有兩人因低溫症而死亡。
大陸軍在伯明翰路口兵分兩路。彌敦內爾·格連率領休·梅沙、斯特靈勳爵及亞當·史提芬的士兵，攀上東北山地，然後沿班寧頓道路（Pennington Road）向南行軍，攻打特倫頓市北面。由於山地難行，華盛頓亦隨同格連出發，鼓舞格連的中鋒與後衛部隊。至於約翰·沙利文則率領約翰·葛雷佛、保羅·薩金及阿瑟·聖克萊的部隊，沿河岸道路南進，預定攻打特倫頓市西面。為確保雙方可同時攻擊，華盛頓特意在伯明翰召集所有高級軍官，命令各人根據華盛頓的陀錶校正時間。
上午7時30分，格連與沙利文的部隊趨近特倫頓。雖然當時已經日出，但天色卻因風暴而漆黑一片，地面的能見度也非常之低。華盛頓除了在特倫頓北面遇到史提芬私下派出的攻擊部隊，一切平安無事。

### 大陸軍夾攻特倫頓與黑森士兵反擊

特倫頓戰役的首階段攻勢。格連與沙利文分成北路及西路軍隊，成功突襲黑森哨站。這些黑森哨兵撤回市鎮，並發作警報。

特倫頓戰役的第二階段。拉爾得悉大陸軍來襲後，率領兩支軍團北上迎擊，而沒有到東南面的阿孫平克溪佈陣防守。黑森士兵隨即在國王街與大陸軍爆發炮戰，最後落敗而要棄炮逃走；拉爾則帶著主力步兵向東北推進，本來打算攻打華盛頓的左翼，卻遭到大陸軍的德裔士兵從右翼夾擊，只好撤退到一座蘋果園休整。

在特倫頓，黑森的守兵連續多日保持最高警戒。由於特倫頓在12月25日晚遭到史提芬侵襲，拉爾派出更多士兵到市鎮外圍的哨站，預定在日出前及日出後兩次外出巡哨，以免遭到華盛頓突襲。黑森各個哨站的軍官起初全部遵守指示，但後來卻出現變數：暴風雪自25日晚起持續增強，到26日早上，特倫頓一帶的氣溫非常嚴寒，而且能見度極低。由於日出前的巡哨沒有發現異常，巡哨在低能見度下失去效用、士兵又早已疲勞不堪，無法忍受濕冷天氣，駐守北面哨站的魏德豪茲（Andreas von Wiederholdt）中尉決定取消日出後的巡邏。他留下7人在外站崗，而將巡哨的17人調到哨站的總部──一座製桶工場內避寒。
上午8時，格連與沙利文的部隊幾乎同步抵達特倫頓外圍，並成功發動奇襲。北面哨站的黑森士兵因寡不敵眾，稍作抵抗後便向市中心撤退。華盛頓旋即下令格連的部隊向南推進，又指派尼古拉斯·豪賽格的德裔馬利蘭士兵及愛德華·漢德的賓夕法尼亞步兵，攻佔東面的普林斯頓道路，再登上東面山地。在特倫頓西面，黑森士兵嘗試抵抗沙利文的部隊，但卻遭到約翰·史塔克的新罕布夏民兵以刺刀迎面衝鋒。史塔克及其民兵早在邦克山戰役已經揚名，而史塔克在特倫頓戰役前夕，還特別訓練自己的部隊使用刺刀。結果，猝不及防的黑森士兵大為驚懼，只好向後撤退。
當黑森的巡哨開始撤退時，大陸軍發動第二波攻勢。格連、沙利民及特拉華河對岸的大陸軍，同時以野戰炮及迫擊炮轟擊特倫頓市。當時特倫頓的黑森駐軍分為拉爾（Rall）、克尼普豪森（Knyphausen）及洛斯堡（Lossberg）三個軍團。拉爾軍團負責通宵站崗，另外兩支軍團則穿著整齊軍裝睡覺。故此，拉爾雖然在睡夢中被火炮驚醒，但他的部隊卻在數分鐘內已經準備就緒。
不久，黑森士兵開始在市內列陣。華盛頓親率格連的先鋒部隊推進，攻打國王街及王后街的北面街口：該處為特倫頓市內的最高點，是市鎮的關鍵要地。華盛頓起初遭到魏德豪茲的巡哨及洛斯堡軍團開火還擊，不過大陸軍的陣列卻遠較黑森士兵寬闊，而且豪賽格及漢德又開始攀上市鎮東北面的山地，大有包圍夾攻之勢，迫使黑森士兵再次後撤。
當北面的黑森士兵再次後退時，拉爾剛好由市中心的總部趕抵前線，並向軍官詢問戰況。在這關鍵時刻，黑森軍官卻出現嚴重失誤：魏德豪茲向拉爾回報，指大陸軍既從北面進攻，「同時在市鎮的左翼及右翼出現」。但實際上大陸軍只有從北面及西面進攻，而「右翼」的阿孫平克溪道路仍非常安全。特倫頓市的東南面為阿孫平克溪及河谷，只有一道橋樑通行。橋樑後方有一高地，可供士兵列陣防守；至於道路則通往東南面卡爾·馮·多諾普駐守的博登鎮，可以隨時撤退。事實上當大陸軍開始炮擊特倫頓時，大量黑森的非戰鬥人員與婦女，已經循該途徑安全撤走。
受錯誤情報誤導，拉爾決定率領士兵正面迎擊華盛頓。他親率部隊離開總部，將拉爾及洛斯堡軍團在國王街街排開陣列，然後把炮兵派到前線。此時，華盛頓已經登上國王街北端高地，而炮兵也排開陣列。雙方炮兵隨即交火。由於大陸軍的火力佔優，又享有地利，且步兵的火槍竟然未有因潮濕天氣而失靈；反觀黑森炮兵卻處於劣勢，而步兵的火槍又大多失靈，終於要棄炮而逃，並一直向阿孫平克溪的橋樑撤退。隨著黑森炮兵敗陣，後方的擲彈兵團也被華盛頓的步兵擊破潰散。
拉爾眼見首輪攻勢失敗，親自到前線聚集散兵，然後構思第二輪攻擊。他帶領部隊向特倫頓東北前進，打算登上山地，然後從側翼包抄華盛頓。不過，華盛頓在國王街口清楚看到拉爾的動向，即時設下反包圍的陷阱。他命令正在東北山地的馬利蘭士兵再向東面移動，引誘拉爾登山，然後再與自己作兩面夾擊。不過拉爾尚未成功登山，便在一座蘋果園遭到馬利蘭士兵猛烈射擊，只好放棄計劃。

### 黑森士兵撤退與投降

特倫頓戰役的最後階段。拉爾嘗試從蘋果園突圍離開，但先帶兵到國王街奪回兩門棄炮。這使拉爾的兩個軍團陷入三面包圍，受損嚴重，拉爾本人也受了致命傷。部隊撤回蘋果園後，只好向華盛頓投降。至於東南面的克尼普豪森軍團曾經嘗試撤退，但沙利文的部隊已經佔據阿孫平克溪的橋樑及河岸，將他們逐回東北。在四面包圍之下，黑森士兵亦只能向華盛頓投降。特倫頓戰役以美國大勝告終。

拉爾在第二輪攻勢失敗後，終於決定向阿孫平克溪撤退。但在撤退之前，拉爾卻率領軍隊回到市中心，執意奪回兩門重炮。雖然所有黑森士兵都想奪回火炮，以保存軍團榮譽，但此舉同時令到黑森士兵陷入包圍。當時梅沙的北美士兵已經進駐市中心的街道及房屋；斯特靈勳爵的步兵由北面攻打拉爾的右翼；國王街的火炮也向拉爾的右翼射擊。至於沙利文的部下、聖克萊的步兵已經抵達市鎮南方，並沿國王街向北包抄；而薩金與葛雷佛又將阿孫平克溪的橋樑堵截。
黑森士兵在猛烈炮火之中無畏向前，終於抵達兩門棄炮的地點。當黑森士兵嘗試搬走火炮之際，威廉·華盛頓與門羅下令維珍尼亞步兵衝鋒阻止，而諾克斯也下令新英格蘭炮兵上前奪炮。負傷的威廉在衝鋒期間雙手受創倒地，而門羅則被子彈擊穿動脈。所幸一名新澤西的志願醫生及時為他止血，才保住門羅的性命。巧合的是，該名醫生在凌晨曾誤以為門羅是英軍，而大加反抗，使到門羅幾乎將他視為敵人而予以囚禁。
維珍尼亞步兵最終趕走黑森士兵。新英格蘭炮兵隨即把黑森重炮據為己有，然後調轉炮口，向黑森士兵開火；其他的大陸軍步兵則狙擊黑森部隊的軍官。騎馬作戰的拉爾被兩枚子彈擊中重傷，被士兵抬往旁邊的教堂治理，最終不治死亡；其他軍團也失去了大量軍官，指揮系統逐步崩潰。終於，大部分黑森士兵在混亂中向東北撤退，回到山下的蘋果園，而少量士兵則在市鎮尋找房屋避難。
隨著拉爾的部隊崩潰，華盛頓馳馬下山，率領士兵包圍蘋果園；而馬利蘭士兵則開始以德語和英語向黑森士兵勸降。正當華盛頓下令火炮換上霰彈之際，拉爾及洛斯堡軍團扯下軍旗，全數向大陸軍投降。
至於在特倫頓南方，英國的龍騎兵、少數黑森士兵及其他非作戰人員，早已向東南撤走。克尼普豪森軍團起初追隨北面的軍團作戰，但卻誤解了拉爾的命令，而轉向東南移動。當拉爾的部隊兵敗而向蘋果園逃亡時，克尼普豪森軍團就嘗試向橋樑撤退。此時沙利文及薩金已經橫過橋樑，在阿孫平克溪東面的高地佈陣，而聖克萊則防守橋樑。黑森軍團眼見無法突破，只好沿阿孫平克溪西岸逃走，尋找淺灘渡河。不久，黑森指揮官被子彈擊中重傷，而士兵又遭到包圍，終於下令士兵棄械投降。只有50名黑森士兵拒絕投降，冒險游過冰冷湍急的阿孫平克溪後，於半日後回到普林斯頓。

### 大陸軍撤回賓夕法尼亞州
大陸軍獲勝後，華盛頓安排士兵休息、點算俘虜、並將黑森士兵擄掠的財產盡量物歸原主。黑森士兵在特倫頓共有896人被俘，以及22人死亡，最少83人受傷。華盛頓向議會匯報時，稱大陸軍只有數人受傷。事實上大陸軍在戰鬥結束後，有大量士兵因饑餓、寒冷、傷病及虛耗過度而死亡，折損可能比黑森士兵更多。
中午時分，華盛頓召開軍事會議，商討下一步行動。當時大陸軍已得悉卡華拉達及伊榮都未能渡河，自己在特倫頓勢孤力弱，兼且沒有帳篷可供休息，最終決定在傍晚撤退。
相比起凌晨渡河，大陸軍的撤退行軍更為艱難。經過一晚暴雪，特拉華河的浮冰大為增加。華盛頓的主力部隊循舊路返回賓夕法尼亞州，而另一支部隊則押解黑森俘虜，於阿孫平克溪南面的渡口過河。由於船隻無法靠岸，部分人更要涉水而歸，令更多人因失溫而死。27日大陸軍終於返抵賓夕法尼亞州。

## 後續影響
特倫頓戰役的消息，在十多日內便傳遍北美殖民地，然後傳抵英國，引起極大反彈。各個英國將軍與官員都互相推卸戰敗責任。何奧起初嘗試低調處理事件。他向殖民地大臣喬治·熱爾曼勳爵匯報戰況時，將戰敗責任全部推卸給拉爾，指責拉爾擅離職守；康沃利斯曾親身目睹黑森士兵英勇作戰，認為黑森士兵只會因指揮官失職，才落敗給大陸軍；克林頓則猛烈批評何奧未有及時追擊，又把兵力過於分散，而格蘭特又沒有妥善佈防；至於熱爾曼則將責任歸咎於何奧，以及身在紐約的黑森總指揮官利奧波德·菲力·馮·海斯特；黑森的軍官則反指何奧分散兵力，又沒有提供足夠支援；英國輿論則普遍指責黑森士兵四處搶掠，是引致問題的禍根。在各方指責之下，海斯特被腓特烈二世撤換，由威廉·馮·克尼普豪森接任。
另外，英軍自特倫頓戰役之敗後，開始在獨立戰爭中走向下坡。按照何奧的估計，大陸軍當時已經是強弩之末，很快便會自行解散。這種樂觀情緒在12月一直籠罩於英軍指揮階層。但特倫頓戰役後，戰火又再重燃。何奧取消了康沃利斯的返國行程，下令他帶8,000人由紐約增援新澤西，最終引發阿孫平克溪戰役及普林斯頓戰役，並再次落敗。英國鎮壓北美叛亂的大好機會就此錯失。兩年之後，熱爾曼在下議院辯論時重提舊事，指何奧在1776年12月若乘勢追擊，則戰爭可能已經結束──「但我們所有的希望，都在特倫頓的不幸事件後破滅。」
相對之下，革命派在特倫頓戰役後士氣大振。在北美各州，大陸軍的招募人員本來備受冷待，但在特倫頓戰役後，卻有大量平民響應號召加入軍隊。華盛頓也在戰役後重振領導權威，受到士兵、大陸議會以至英國對手的讚賞。多年後康沃利斯在約克鎮圍城戰役投降，並與華盛頓晚宴。席間康沃利斯向華盛頓祝酒：「當閣下在這場漫長戰爭立下的豐功偉業，都成為歷史過去之時；閣下在特拉華河岸的事蹟，將為你帶來最光輝的名譽，比起今日的切薩皮克海灣有過之而無不及。」
不過，華盛頓的軍隊仍然面臨解散危機。士兵由於勞累，普遍不願意延長復役；葛雷佛的馬波黑海員堅持離開，打算從事獲利更豐的海上私掠；精銳的第1特拉華軍團也因折損過多而離去，只有數人留下。華盛頓最終要憑個人感召力及額外服役薪金，才勸得其他士兵延長服役六星期。這些士兵在1777年1月為華盛頓於阿孫平克溪及普林斯頓取勝，奠定大陸軍在新澤西州的勝局。
至於在戰俘方面，華盛頓與大陸議會都把握宣傳機會，而厚待黑森俘虜。華盛頓先安排黑森俘虜在費城巡遊，證明戰情非虛，然後將所有俘虜假釋。拉爾的隨軍樂隊一度留在費城，為市民表演音樂，更參與了1777年的國慶演奏；其他黑森士兵則被輾轉調到波多馬克及雪倫多亞河谷軟禁。由於北美的資源豐富，不少黑森士兵在1778年俘虜交換前夕逃走，在馬利蘭州及維珍尼亞州定居。這些士兵被列入失蹤名錄，間接加重了英國向黑森支付的僱傭費用。